# Torzeniec

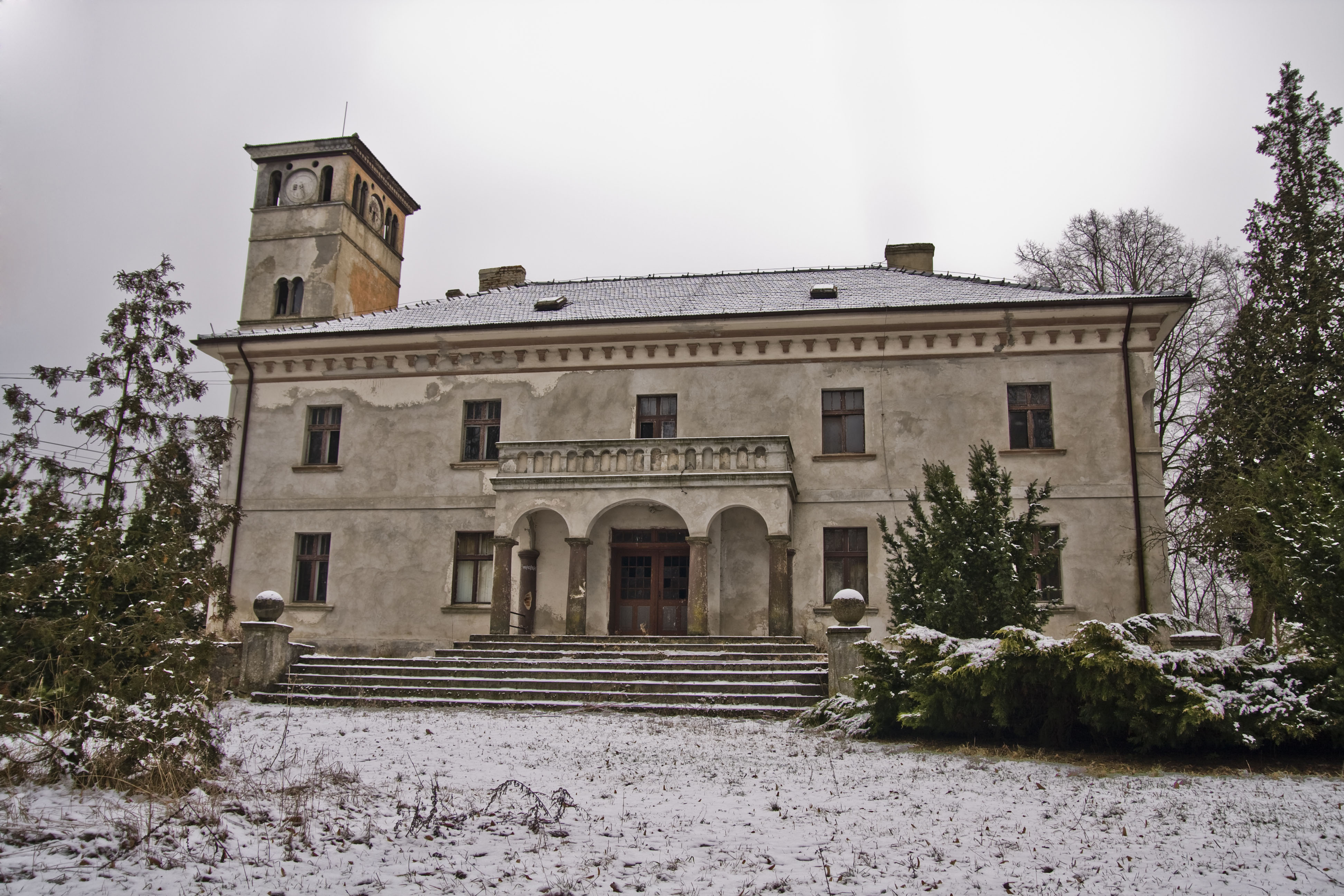
Pałac wybudowany przez Jana Turno w latach 1914-1918, przekazany w posagu żonie Tadeusza Skowrońskiego.

Torzeniec – wieś w Polsce, położona w województwie wielkopolskim, w powiecie ostrzeszowskim, w gminie Doruchów.
| SIMC    | Nazwa     | Rodzaj    |
| ------- | --------- | --------- |
| 0196894 | Babiniec  | część wsi |
| 0196902 | Huby      | część wsi |
| 0196925 | Stary Pan | część wsi |

W latach 1975–1998 miejscowość administracyjnie należała do województwa kaliskiego.
W dniach 1–2 września 1939 doszło w Torzeńcu do zbrodni niemieckiej na cywilnych mieszkańcach, w wyniku której zginęło 37 osób.
Po zajęciu wsi oddziały Wehrmachtu ostrzelały się przez pomyłkę, za co obarczono odpowiedzialnością mieszkających w Torzeńcu Polaków. Niemieccy żołnierze zaczęli podpalać domy i chaty przy pomocy butelek z benzyną i nabojów zapalających. Gdy przerażeni mieszkańcy zaczęli uciekać z płonących domów, żołnierze niemieccy rozpoczęli strzelaninę. Wśród ofiar znalazła się matka próbująca ocalić z płonącego domu dwuletnie dziecko (została zastrzelona przez niemieckiego żołnierza gdy trzymała je na rękach) oraz rodziny spalone żywcem w budynkach. Następnego dnia Niemcy aresztowali wszystkich mężczyzn we wsi, po czym rozstrzelali co drugiego na oczach spędzonych mieszkańców. Tego samego dnia w tej samej wsi Niemcy dokonali egzekucji jeńców polskich.
We wsi znajduje się zespół dworski z pocz. XX w. z domem zarządcy z XIX w.. W czasach PRL znajdował się tam PGR.